# Spirits Aloft
Spirits Aloft ist ein Jazzalbum von Henry Grimes und Rashied Ali. Die am 7. Februar 2009 im Center for the Arts an der Rutgers University im Gordon Theater in Camden (New Jersey) entstandenen Aufnahmen erschienen 2010 auf Porter Records.

## Hintergrund
Spirits Aloft, ein Live-Mitschnitt, dokumentiert die zweite und letzte Zusammenarbeit zwischen dem Bassisten Henry Grimes, der bis zu seiner Rückkehr im Jahr 2002 jahrzehntelang in der Musikszene abwesend war, und dem sechs Monate nach diesem Konzert verstorbenen Schlagzeuger Rashied Ali. Bei dieser Aufnahme wechselt Grimes zwischen dem Bass und der Violine hin und her, sowie zwischen etwas konventionellem Free-Jazz-Spiel und atmosphärischen Stücken, bei denen weder er noch Ali irgendeine Art von melodischer oder rhythmischer Struktur bieten, sondern auf eine leise intensive Art improvisieren, die den Hörer zwingt, sich zu fragen, wer welchen Sound macht, beschrieb Phil Freeman das musikalische Geschehen.

## Titelliste

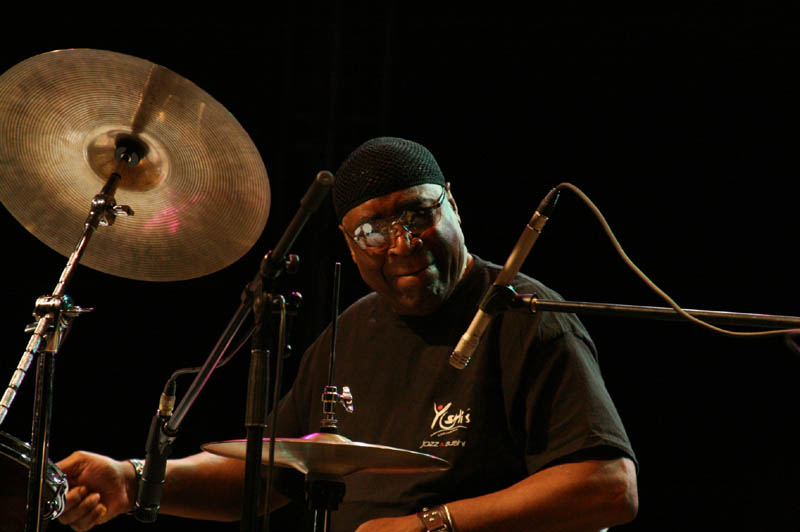
Rashied Ali

- Henry Grimes / Rashied Ali: Spirits Aloft (Porter Records – PRCD-4049)[2]

1. Moments (Poem) 0:34
2. Rapid Transit 14:50
3. Oceans of the Clouds 7:32
4. Larger Astronomical Time 4:49
5. Arcopanorama 10:21
6. Priordained 14:10
7. The Arch Stairwells (Poem) 2:00

## Rezeption
Phil Freeman vergab an das Album in Allmusic vier Sterne und meinte, aas kraftvolle Solo des Schlagzeugers in „Larger Astronomical Time“ sei ein Höhepunkt seiner Leistung, und Grimes’ Leistung werde am besten in dem anstrengenden „Arcopanorama“ dargestellt. Mit dieser Veröffentlichung und ein paar zuvor bewies Grimes nach seiner Rückkehr, dass seine Fähigkeiten zurückgekehrt sind und er in jeder Hinsicht der Spieler ist, der er in den 1960er-Jahren war.
Der Autor des Free Jazz Blog meinte, seltsamerweise geben sie sich gegenseitig viel Raum, was manchmal das bizarre Gefühl vermittelt, dass sie nacheinander entweder Schlagzeug solo oder Bass solo spielen, mit begrenzten Momenten des tatsächlichen gemeinsamen Spielens, aber so oder so, der Qualität der Energie ist hoch. Man könne die Freude spüren, die sie an der Aufführung hatten. Und genau das macht dieses Album zu einem unvergesslichen Werk, resümiert der Autor. „Zwei Musiker geben sich voll und ganz hin, glauben an ihre Kunst und schaffen es, dies dem Publikum zu vermitteln: großartiges Material.“
Nach Ansicht von Michael Kabran, der das Album in Pop Matters rezensierte, fühlt sich der Mitschnitt eher wie ein Blick in die Vor-dem-Spiel- („Pre-Game“)-Rituale an – „die Denkprozesse und die Herangehensweise hinter der Musik - von zwei Avantgarde-Jazzgöttern in ihren späteren Jahren. Das mag nach Kritik klingen, aber eigentlich ist es genau das Gegenteil. Tatsächlich gibt es in der Musik und insbesondere im Jazz keinen besseren Weg, um zum Wesen eines Musikers zu gelangen, als ihn oder sie zu hören. Bei der Probe bekommt man einen echten Einblick, wohin ein Musiker geht, was ihn herausfordert und wo seine Grenzen liegen.“ Um fair zu sein, schrieb Kabran weiter, sei Spirits Aloft mehr als nur eine Probenaufnahme. Es sei jedoch fast vollständig improvisierte Musik und fühle sich daher an den Rändern sehr rau an. Grimes und Ali interagieren in Echtzeit miteinander und erforschen ständig neue Ideen. Manchmal ist das Ergebnis eine Reihe von Kratzern, Quietschen und Knallen, wie in „Rapid Transit“. In anderen Fällen erzeugen Grimes und Ali zusammen ein Tapsen in der Umgebung, das fast techno- oder dub-artig wirkt, wie bei „Oceans of the Clouds“. Dennoch, in anderen Momenten, wie bei „Preordained“, brechen wunderschöne Harmonien und selig swingender Rhythmus ohne Vorwarnung aus einer scheinbar endlosen, nervösen Decke des Chaos hervor.
Die italienische Ausgabe von All About Jazz bewertete das Album mit 3½ (von fünf Sternen) und konstatierte: „Eine Platte von beachtlichem Wert, nicht nur dokumentarisch.“